# ロバート・リテル
ロバート・リテル（Robert Littell、1935年1月8日 – ）は、アメリカ合衆国の小説家である。
1935年、ニューヨーク生まれ。1956年、ニューヨークのAlfred Universityを卒業。「ニューズウィーク」の記者として東欧やソ連に駐在した。
息子は小説家のジョナサン・リテル。
スパイ小説を数多く手がけているが、デビュー作『ルウィンターの亡命』で英国推理作家協会ゴールド・ダガー賞を受賞した。

## 受賞歴
- 1973年 - 英国推理作家協会ゴールド・ダガー賞 （『ルウィンターの亡命』 The Defection of A. J. Lewinter ）
- 2007年 - ドイツ・ミステリ大賞翻訳作品部門受賞（第1位） （Legends ）

## 作品
- The Defection of A. J. Lewinter（『ルウィンターの亡命』） (1973)
- Sweet Reason (1974)
- The October Circle (1975)
- Mother Russia (1978)
- The Debriefing（『迷いこんだスパイ』） (1979)
- The Amateur (『チャーリーヘラーの復讐』) (1981)
- The Sisters（『スリーパーにシグナルを送れ』）(1986)
- The Revolutionist（『赤葡萄酒のかけら』）(1988)
- The Once and Future Spy（『最初で最後のスパイ』） (1990)
- An Agent in Place（『ロシアの恋人』）(1991)
- The Visiting Professor (1994)
- Walking Back the Cat (1997)「目覚める殺し屋」
- The Company（『CIA ザ・カンパニー』） (2002)
- Legends (2005)
- Vicious Circle (2006)
- The Stalin Epigram (2009)

## 日本語訳された作品
- 『迷いこんだスパイ』（菊池光訳、早川書房、Hayakawa novels） 1980年
- 『ルウィンターの亡命』（菊池光訳、早川書房、ハヤカワ文庫） 1980年
- 『チャーリー・ヘラーの復讐』（北村太郎訳、新潮社、新潮文庫） 1983年
- 『スリーパーにシグナルを送れ』（北村太郎訳、新潮社、新潮文庫） 1988年
- 『ロシアの恋人』（雨沢泰訳、文藝春秋、文春文庫） 1993年
- 『最初で最後のスパイ』（北沢和彦訳、新潮社、新潮文庫） 1996年
- 『目覚める殺し屋』（雨沢泰訳、文藝春秋、文春文庫） 1998年
- 『赤葡萄酒のかけら』上・下（北沢和彦訳、新潮社、新潮文庫） 2000年
- 『CIA ザ・カンパニー』上・下（渋谷比佐子,水野恵,中島あすか,岩佐薫子,佐竹寿美子共訳、柏艪舎（星雲社）、柏艪舎文芸シリーズ） 2009年

## 映像化作品

### 映画
| 年   | 題名                       | 原作                         | 主演               |
| ---- | -------------------------- | ---------------------------- | ------------------ |
| 1982 | ザ・アマチュア The Amateur | 『チャーリー・ヘラーの復讐』 | ジョン・サヴェージ |
| 2025 | アマチュア The Amateur     | 『チャーリー・ヘラーの復讐』 | ラミ・マレック     |

### テレビドラマ
| 年   | 題名                           | 原作                   | 主演             |
| ---- | ------------------------------ | ---------------------- | ---------------- |
| 2007 | CIA ザ・カンパニー The Company | 『CIA ザ・カンパニー』 | クリス・オドネル |